# Венцёрек, Станислав
Станислав Венцёрек (пол. Stanisław Więciorek, родился 10 апреля 1965 года в Люблине) — польский регбист, игравший на позициях пропа, фланкера и восьмого, рекордсмен сборной Польши по числу матчей за сборную (65 встреч).

## Игровая карьера

### Клубная
Начинал карьеру в люблинском клубе «Будовляни» в возрасте 15 лет, дебютировал 7 октября 1982 года в матче против варшавского клуба АЗС-АВФ. В 1987 году осенью перешёл в АЗС-АВФ, в котором играл полтора года и выиграл первый в карьере титул чемпионата Польши. В дальнейшем выступал за французские клубы «Виерзон» (фр. SAV Vierzon) и «Истр» (фр. Istres RC) в течение 4 лет, после чего вернулся в «Будовляны». На протяжении долго времени попеременно выступал за «Будовлян» и гданьскую «Лехию», с последней выиграл четыре титула чемпиона Польши, Кубок Польши и стал лучшим игроком 1995 года. В 2006 году полгода выступал за «Познанию», карьеру закончил в сезоне 2008/2009 1-й лиги Польши.

### В сборной
В составе сборной Польши Венцёрек провёл 65 игр (в том числе 45 как капитан) и набрал 103 очка благодаря 22 занесённым попыткам. Первый матч провёл 12 апреля 1987 года против Марокко, последний — 27 октября 2007 года в Гдыне против Хорватии. В 1997 году в составе сборной Польши на турнире ФИРА в Сопоте сыграл в матче с Грузией, в котором поляки одержали победу.

## Тренерская карьера
В 2001—2003 годах тренировал молодёжный состав клуба «Будовляни», с которым взял в 2002 году Кубок Польши. Позже тренировал «Ювению» из Кракова, в 2010 году возглавил «Погонь» из Седльце, в 2017 году возглавил сборную Польши. С 2020 года — снова тренер «Будовлян».

## Достижения

### Клубные
Чемпионат Польши:
- Чемпион: 1988 (АЗС-АВФ), 1995, 1998, 2000, 2001 (все — «Лехия» Гданьск)
- Серебряный призёр: 1987 (АЗС-АВФ), 1990, 1992 (оба — «Будовляни» Люблин), 1997 («Лехия» Гданьск)
- Бронзовый призёр: 1991, 1993 (оба — «Будовляне» Люблин), 1999, 2004 (оба — «Лехия» Гданьск), 2006 («Познания»)

Кубок Польши:
- Обладатель: 1997 («Лехия» Гданьск), 2002 («Будовляни» Люблин, тренер U-23), 2004, 2005 (оба — «Лехия» Гданьск)

### Личные
- Игрок года в Польше: 1991, 1992, 1995

## Статистика по очкам
| Клуб               | Матчи | Очки |
| ------------------ | ----- | ---- |
| Будовляни (Люблин) | 129   | 376  |
| АЗС-АВФ            | 23    | 84   |
| Лехия (Гданьск)    | 148   | 831  |
| Познания           | 8     | 45   |